# Порнография в Беларуси
Порнография в Беларуси является незаконной. Производство, распределение, продвижение, выставки, а также хранение с целью распространения или продвижения порнографических материалов или предметов порнографического характера карается белорусским уголовным правом и приводит к штрафу, принудительным работам или лишению свободы до 4 лет.
Простое хранение детской порнографии является легальным, но производство и распространение порнографических материалов с изображением несовершеннолетнего является незаконным и карается лишением свободы до 13 лет.
Деятельность в порнографической индустрии становится всё более популярной в последние годы, и производители порнографии с лёгкостью зарабатывают деньги. Белорусские порнографы работают как внутри страны, так и за пределами Беларуси. В 2012 году власти начали активно бороться с производителями и распространителями порнографии. Вместе с сотрудниками правоохранительных органов сотрудники в области образования, культуры и здравоохранения помогли бороться с распространением порнографии в молодёжной среде в течение недели в августе 2012 года. Производился поиск сотрудниками полиции порнографии на мобильных телефонах школьников с целью отследить производителей и распространителей порнографии. Порнография была прибыльным бизнесом в Беларуси до недавнего времени, когда власти начали её отслеживание. В 2009 году было зарегистрировано 157 уголовных дел относительно порнографии, а в первой половине 2012 года — 136 дел.
В ноябре 2012 года 21-летний белорусский мужчина был приговорён к 4 годам лишения свободы после публикации 8 порнографических видео на своей странице в социальной сети.
В 2021 году ГУВД Мингорлисполкома была выявлена порностудия в Минске. Она действовала с 2017 года, а её создал иностранец с видом на жительство в Беларуси. В 2022 году следствие закончилось.